# Karelle Tremblay
Pour les articles homonymes, voir Tremblay.
Karelle Tremblay, née en 1996, est une actrice québécoise.
Elle obtient une nomination aux prix Écrans canadiens pour son rôle dans le film Les Êtres chers d'Anne Émond en 2016.

## Biographie
Très jeune attirée par le métier d'actrice, Karelle Tremblay commence sa carrière dans la série jeunesse Le Club des doigts croisés alors qu'elle a une douzaine d'années.
Après de petits rôles dans quelques séries (Toute la vérité, 30 vies, 19-2, Yamaska) et films (Amsterdam, Miraculum), elle est remarquée d'abord dans le film Corbo de Mathieu Denis où elle incarne une jeune felquiste dans le Québec tourmenté des années 1960, puis dans Les Êtres chers d'Anne Émond. À la suite de la présentation de ce film au Festival international du film de Toronto (TIFF), elle est choisie comme l'une des quatre futures vedettes du cinéma canadien du programme Rising Stars. À l'automne 2019, elle tient son premier rôle au théâtre dans la pièce Fleuve de Sylvie Drapeau.
Depuis 2015, elle tient le rôle-titre de la série jeunesse Jérémie sur la chaîne Vrak.
En 2018, elle tient le rôle principal de La Disparition des lucioles, troisième long-métrage de Sébastien Pilote.  Son personnage est celui d'une femme en fin d'adolescence vivant un conflit avec son beau-père.  On la voit par la suite dans le drame Tu te souviendras de moi, adaptation par Éric Tessier d'une pièce de François Archambault qui avait connu un bon succès sur scène.  Elle y incarne une jeune femme qui développe une complicité inattendue avec un professeur d'histoire atteint de la maladie d'Alzheimer.  Le film est tourné avant la pandémie, mais ne sort qu'en 2022.  Elle tourne aussi dans  Death of a Ladies' Man, une coproduction Canada - Irlande conçue en hommage à Leonard Cohen et tournée en anglais.  Elle y donne notamment la réplique à Gabriel Byrne.
En 2023, elle se voit confier le rôle d'Alix Forgues dans la série quotidienne québécoise Stat (saison 2).  Elle tient aussi un rôle épisodique dans les deux saisons de la comédie dramatique  De Pierre en fille scénarisée par Julianne Côté.
En 2024, elle assure la narration, avec le comédien Mikhaïl Ahooja, de la série animée Les minutes du sexe, produite et diffusée sur Savoir média. En 2025, la série est finaliste dans les catégories Meilleure production originale destinée aux médias numériques : documentaire et Meilleur texte ou scénario dans une production originale destinée aux médias numériques : toutes catégories aux 40e Prix Gémeaux.

## Musique
À la suite d'une collaboration de plusieurs mois avec le producteur montréalais Unusual Edgar, Karelle Tremblay lance un premier morceau du nom de Convulsions le 19 mai 2017. Le duo performe sous le nom de Denise.
En août 2020, elle sort en solo Blender, une chanson en anglais avec comme nom d'artiste seulement son prénom, Karelle. La sortie de la chanson précède un album devant paraître à l'automne suivant. Les arrangements sont réalisés par le musicien Jean-Philippe Levac, qu'elle considère comme son « âme sœur musicale ». La chanson est accompagnée d’un vidéoclip réalisé par Sophia Belhamer et Juliette Gosselin.

## Filmographie

### Cinéma
- 2013 : Amsterdam de Stefan Miljevic : Noémie
- 2014 : Miraculum de Podz : Karine
- 2015 : Corbo de Mathieu Denis : Julie
- 2015 : Les Êtres chers d'Anne Émond : Laurence Leblanc
- 2016 : King Dave de Podz : Nathalie
- 2017 : Nelly d'Anne Émond : la livreuse
- 2017 : C'est le cœur qui meurt en dernier d'Alexis Durand-Brault : Marie-Ève
- 2017 : Hochelaga, terre des âmes de François Girard : sœur Béatrice – 1687
- 2018 : La Disparition des lucioles de Sébastien Pilote : Léo[11]
- 2022 : Tu te souviendras de moi d'Éric Tessier : Bérénice
- 2022 : Simple comme Sylvain de Monia Chokri : Camélia
- 2025 : La mort n'existe pas de Félix Dufour-Laperrière

### Télévision
- 2009 : Le Club des doigts croisés : Cat
- 2011 : Toute la vérité : Jessica
- 2011 : 30 vies : Anne-Sophie Cantin
- 2012 : 19-2 : Aurélie
- 2012 : Yamaska : Pénélope Delisle
- 2015-2018 : Jérémie : Jérémie
- 2015-2019 : Unité 9 : Cameron Marquis
- 2022 : De Pierre en fille : Anne[12]
- 2023 : Stat : Alix Forgues
- 2024 : Les minutes du sexe[13]

### Courts métrages
- 2015 : Oh What a Wonderful Feeling (en) de François Jaros (en) : Amanda[14]
- 2017 : Oui mais non d'Alexa-Jeanne Dubé : Émilie[15]

### Web-séries
- 2015 : Les Stagiaires : Élizabeth[16]
- 2016 : Le Temps des chenilles : Alix[17]

### Clips
- 2016 : Toujours toujours de Bernhari : La mort[18]
- 2017 : Non believer de London Grammar : La jeune femme[19]

## Distinctions
Sauf indication contraire, les informations mentionnées dans cette section peuvent être confirmées par la base de données cinématographiques IMDb,  présente dans la section « Liens externes ».

### Récompenses
- Festival international du film de Toronto 2015 : TIFF Rising Star[20]
- Festival international de film de Tokyo 2018 : prix Tokyo Gemstone pour La Disparition des lucioles[21]
- Prix Gémeaux 2022 : meilleur rôle de soutien féminin pour la série dramatique Doute Raisonnable[22]

### Nominations
- Prix Écrans canadiens 2016 : meilleure actrice pour Les Êtres chers
- Gala Artis 2016 : meilleure actrice pour un rôle dans une émission jeunesse pour Jérémie